# Ridley Pearson

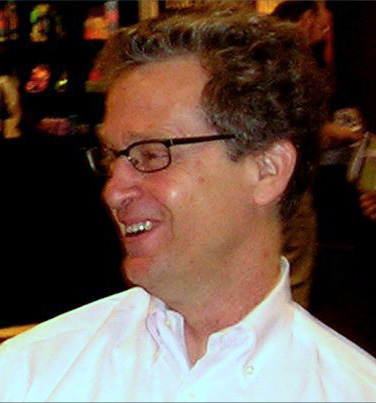
Ridley Pearson, 2007

Ridley Pearson (* 13. März 1953 in Glen Cove, Long Island, New York) ist ein US-amerikanischer Schriftsteller. Er lebt in St. Louis, Missouri mit seiner Frau Marcelle und seinen zwei Töchtern.

## Leben
Pearson wurde als Sohn von Robert und Betsy Pearson geboren und wuchs in Riverside Connecticut auf. Er besuchte die University of Kansas und die Brown University.
Pearson schrieb viele Romane, u. a. Das erste Opfer (1999) und Über dem Abgrund (2002). Seine bekannteste Romanreihe spielt in Seattle und dreht sich um Detective Lou Boldt und Polizeipsychologin Daphne Matthews. 2002 schrieb er im Auftrag von Stephen King das Prequel zu dessen Miniserie Stephen Kings Haus der Verdammnis, das unter dem Titel Das Tagebuch der Ellen Rimbauer. Mein Leben auf „Rose Red“ erschien. Der Roman wurde ein Jahr später von Craig R. Baxley verfilmt (siehe Das Tagebuch der Ellen Rimbauer).
Pearson ist auch Bassgitarrist in der Rockband „Rock Bottom Remainders“, in der hauptsächlich Schriftsteller spielen wie Stephen King oder Mitch Albom.

## Werke für Erwachsene

### Lou-Boldt-/Daphne-Matthews-Romane
- 1988: Cross-Killer – Roman eines Verbrechens (Undercurrents) (1989 Heyne 01/7931 ISBN 3-453-03640-9)
- 1993: keine Veröffentlichung in Deutschland (The Angel Maker)
- 1994: Spur ohne Schatten (No Witnesses) (1996 Goldmann 43617 ISBN 3-442-43617-6)
- 1997: Bis zur Unkenntlichkeit (Beyond Recognition) (2000 Blanvalet 35221 ISBN 3-442-35221-5)
- 1998: Der Rattenfänger (The Pied Piper) (2001 Bastei Lübbe 14 571 ISBN 3-404-14571-2)
- 1999: Das erste Opfer (The First Victim) (2001 Bastei Lübbe 14 632 ISBN 3-404-14632-8)
- 2000: Die einzige Spur (Middle of Nowhere) (2002 Bastei Lübbe 14 776 ISBN 3-404-14776-6)
- 2002: Über dem Abgrund (The Art of Deception ) (2005 Bastei Lübbe 15 403 ISBN 3-404-15403-7)
- 2004: Die verborgene Schuld (The Body of David Hayes) (2006 Bastei Lübbe 15 549 ISBN 3-404-15549-1)
- 2010: keine Veröffentlichung in Deutschland (In Harm’s Way) – Crossover zu Walt Fleming

### Chris-Klick-Romane
(im Original unter dem Pseudonym „Wendell McCall“ veröffentlicht)
- 1988: Nachtjagd – Roman eines Komplotts (Dead Aim) (1994 Heyne 01/9109 ISBN 3-453-07560-9)
- 1990: keine Veröffentlichung in Deutschland (Aim for the Heart)
- 1999: keine Veröffentlichung in Deutschland (Concerto in Dead Flat)

### Sheriff-Walt-Fleming-Romane
- 2007: Der blinde Tod (Killer Weekend) (2008 Bastei Lübbe 15 911 ISBN 978-3-404-15911-6)
- 2008: keine Veröffentlichung in Deutschland (Killer View)
- 2009: keine Veröffentlichung in Deutschland (Killer Summer)
- 2010: keine Veröffentlichung in Deutschland (In Harm’s Way) – Crossover zu Boldt/Matthews

### Sonstige Romane
- 1984: Joker – Roman einer Täuschung (Blood of the Albatross) (1990 Heyne 01/8031 ISBN 3-453-04158-5)
- 1985: Clayton – Roman einer Rache (Never Look Back) (1989 Heyne 01/7898 ISBN 3-453-03304-3)
- 1987: Ultimatum – Roman einer Erpressung (Seizing of Yankee Green Mall) (1988 Heyne 01/7740 ISBN 3-453-02877-5)
- 1990: Mordfalle – Roman einer Verfolgung (Probable Cause) (1991 Heyne 01/8249 ISBN 3-453-04861-X)
- 1992: Explosion – Roman einer Obsession (Hard Fall) (1993 Heyne 01/8668 ISBN 3-453-06176-4)
- 1995: Außer Kontrolle (Chain of Evidence) (2003 Bastei Lübbe 15 046 ISBN 3-404-15046-5)
- 2001: Die letzte Lüge (Parallel Lies) (2005 Bastei Lübbe 15 252 ISBN 3-404-15252-2)
- 2002: Das Tagebuch der Ellen Rimbauer. Mein Leben auf „Rose Red“ (The Diary of Ellen Rimbauer) (als „Joyce Reardon“)
- 2005: Die einsamste Stunde (Cut and Run) (2007 Bastei Lübbe 15 735 ISBN 978-3-404-15735-8)

## Werke für Kinder (Auswahl)
- 2004: Peter und die Sternenfänger (Peter and the Starcatchers) (zusammen mit Dave Barry) (über Peter Pan)
- 2006: Peter und die Schattendiebe (Peter and the Shadow Thieves) (zusammen mit Dave Barry)
- 2007: Peter und das Geheimnis von Rundoon (Peter and the Secret of Rundoon) (zusammen mit Dave Barry)
- 2009: Peter and the Sword of Mercy (zusammen mit Dave Barry)
- 2011: The Bridge to Neverland (zusammen mit Dave Barry)